# Вальтер, Леони Мария
Леони Мария Вальтер (нем. Leonie Maria Walter; род. 17 января 2004 года, Фрайбург-им-Брайсгау, Германия) — немецкая спортсменка-паралимпийска, соревнующаяся в биатлоне и лыжных гонках. Чемпионка зимних Паралимпийских игр 2022 года в Пекине.

## Биография
На зимних Паралимпийских игр 2022 года в Пекине 5 марта Леони Мария Вальтер завоевала бронзовую медаль в биатлоне в спринте на 6 км среди спортсменок с нарушением зрения, уступив украинке Оксане Шишковой и немке Линн Кацмайер. 7 марта завоевала «бронзу» в лыжных гонках на дистанции 15 км классическим стилем, вновь уступив по времени только Шишковой и Кацмайер. 8 марта победила на биатлонной дистанции 10 км с результатом 41:21.0, второе место заняла Шишкова, третье — китаянка Ван Юэ. 11 марта завоевала бронзу на дистанции 12,5 км в биатлоне, уступив Шишковой и Кацмайер.
В январе 2025 года приняла участие на зимней Универсиаде в Турине и завоевала золотые медали в спринте классическим стилем и на дистанции 10 км свободным стилем.